# Markham—Thornhill (circonscription provinciale)
Circonscription électorale provinciale du Canada
Markham—Thornhill est une circonscription provinciale de l'Ontario représentée à l'Assemblée législative de l'Ontario depuis 2018. 

## Géographie
Située dans la Municipalité régionale d'York dans la banlieue de Toronto, la circonscription comprend une partie de la municipalité de Markham.
Les circonscriptions limitrophes sont Richmond Hill, Thornhill, Markham—Stouffville, Markham—Unionville, Don Valley-Nord, Scarborough-Nord, Scarborough—Rouge River, Scarborough—Agincourt et Willowdale.    

## Historique
| Législature                                                                | Années       | Député | Député          | Parti                     |
| -------------------------------------------------------------------------- | ------------ | ------ | --------------- | ------------------------- |
| Markham—Thornhill Circonscription issue de Markham—Unionville et Thornhill |              |        |                 |                           |
| 42e                                                                        | 2018–2022    |        | Logan Kanapathi | Progressiste-conservateur |
| 43e                                                                        | 2022–Présent |        | Logan Kanapathi | Progressiste-conservateur |

## Circonscription provinciale
Depuis les élections provinciales ontariennes du 4 octobre 2007, l'ensemble des circonscriptions provinciales et des circonscriptions fédérales sont identiques.